# Johannes Weiss
Johannes Weiss (ur. 25 stycznia 1989 roku w Salzburgu) – austriacki narciarz, specjalista kombinacji norweskiej, dwukrotny medalista mistrzostw świata juniorów.

## Kariera
Po raz pierwszy na arenie międzynarodowej Johannes Weiss pojawił się 12 marca 2005 roku, kiedy wystartował w zawodach FIS Race w Pragelato. Zajął wtedy 52. miejsce w konkursie rozgrywanym metodą Gundersena. W 2007 roku wystartował na Mistrzostwach Świata Juniorów w Tarvisio, gdzie wspólnie z kolegami z reprezentacji wywalczył złoty medal w zawodach drużynowych. Rok później, podczas Mistrzostw Świata Juniorów w Zakopanem Austriacy z Weissem w składzie zdobyli tym razem srebrny medal. Indywidualnie wystąpił tylko w sprincie, w którym zajął dziewiątą pozycję. Startował także na Mistrzostwach Świata Juniorów w Štrbskim Plesie, ale nie zdobył medali. Indywidualnie plasował się w drugiej dziesiątce, a austriacka sztafeta zajęła czwarte miejsce.
W Pucharze Świata zadebiutował 14 lutego 2009 roku w Klingenthal, gdzie zajął 45. miejsce w Gundersenie. Pierwsze pucharowe punkty wywalczył dzień później, kiedy w Gundersenie zajął 28. pozycję. Były to jego jedyne starty w sezonie 2008/2009, który ostatecznie ukończył na 74. miejscu. Równocześnie ze startami w Pucharze Świata Johannes startuje również w Pucharze Kontynentalnym. Odnosił tam większe sukcesy, między innymi zajmując trzecie miejsce w Gundersenie 11 stycznia 2009 roku w Klingenthal. Najlepszy wynik w klasyfikacji generalnej osiągnął w sezonie 2009/2010, który ukończył na osiemnastym miejscu.

## Osiągnięcia

### Mistrzostwa świata juniorów
| Miejsce | Dzień     | Rok  | Miejscowość   | Konkurencja           | Wynik zwycięzcy | Strata      | Zwycięzca         |
| ------- | --------- | ---- | ------------- | --------------------- | --------------- | ----------- | ----------------- |
| 1.      | 16 marca  | 2007 | Tarvisio      | Sztafeta HS109/4x5 km | 1:05:35.0 h     | -           | -                 |
| 2.      | 28 lutego | 2008 | Zakopane      | Sztafeta HS94/4x5 km  | 59:32.9 min     | +30.2 s     | Niemcy            |
| 9.      | 29 lutego | 2008 | Zakopane      | Sprint HS94/5 km      | 14:48.5 min     | +1:12.7 min | Marco Pichlmayer  |
| 15.     | 5 lutego  | 2009 | Štrbské Pleso | Sprint HS100/5 km     | 13:26.0 min     | +1:01.8 min | Alessandro Pittin |
| 4.      | 7 lutego  | 2009 | Štrbské Pleso | Sztafeta HS100/4x5 km | 53:17.3 min     | +1:46.2 min | Niemcy            |
| 13.     | 9 lutego  | 2009 | Štrbské Pleso | Gundersen HS100/10 km | 28:31.7 min     | +1:31.9 min | Alessandro Pittin |

### Puchar Świata

#### Miejsca w klasyfikacji generalnej
- sezon 2008/2009: 74.

#### Miejsca na podium chronologicznie
Jak dotąd Weiss nie stał na podium indywidualnych zawodów Pucharu Świata.

### Puchar Kontynentalny

#### Miejsca w klasyfikacji generalnej
- sezon 2007/2008: 50.
- sezon 2008/2009: 20.
- sezon 2009/2010: 18.
- sezon 2010/2011: 21.
- sezon 2011/2012: 31.

#### Miejsca na podium chronologicznie
| Nr | Data             | Miejscowość | Konkurencja           | Wynik zwycięzcy | Pozycja | Strata | Zwycięzca      |
| -- | ---------------- | ----------- | --------------------- | --------------- | ------- | ------ | -------------- |
| 1. | 11 stycznia 2009 | Klingenthal | Gundersen HS140/10 km | 28:53.4 min     | 3.      | +3.9 s | Andreas Günter |

### Letnie Grand Prix

#### Miejsca w klasyfikacji generalnej
- 2010: 33.

#### Miejsca na podium chronologicznie
Jak dotąd Weiss nie stał na podium indywidualnych zawodów LGP.